# Абури (ботанический сад)
Абу́ри (англ. Aburi) — ботанический сад в одноимённом городе Ганы.
Ботанический сад Абури расположен в южной части Ганы в 30 километрах к северо-востоку от Аккры, прилегает с северо-запада к городу Абури. Перепады высот на территории парка составляют от 370 до 460 метров над уровнем моря. Между столицей Ганы и парком действует постоянное автобусное сообщение.

## История
В 1842 году Палатой общин Ганы была выдвинута идея по созданию заповедника на месте, где сейчас находится Абури и в его окрестностях. Заповедник тут так и не возник, однако в 1890 году указом губернатора В. Брэндфорда-Гриффита (англ. W. Brandford-Griffith) был разбит ботанический сад рядом санаторием, с построенным здесь в 1875 году. Своё название сад получил по имени села, в котором был расположен. Первым куратором сада в 1890 году стал англичанин Уильям Кроутэр.
В разное время ряд знаменитых посетителей сада сами посадили тут какое-либо дерево, например: Олусегун Обасанджов в 1979 году, Елизавета II в 1961 году, Игнатиус Куту Ачампонг в 1973 году и другие.
Главная задача Абури — сохранение растительного и животного мира Ганы. Администрация сада активно занимается привлечением жителей страны к охране окружающей среды, проводит различные программы и акции, направленные на защиту флоры и фауны страны.

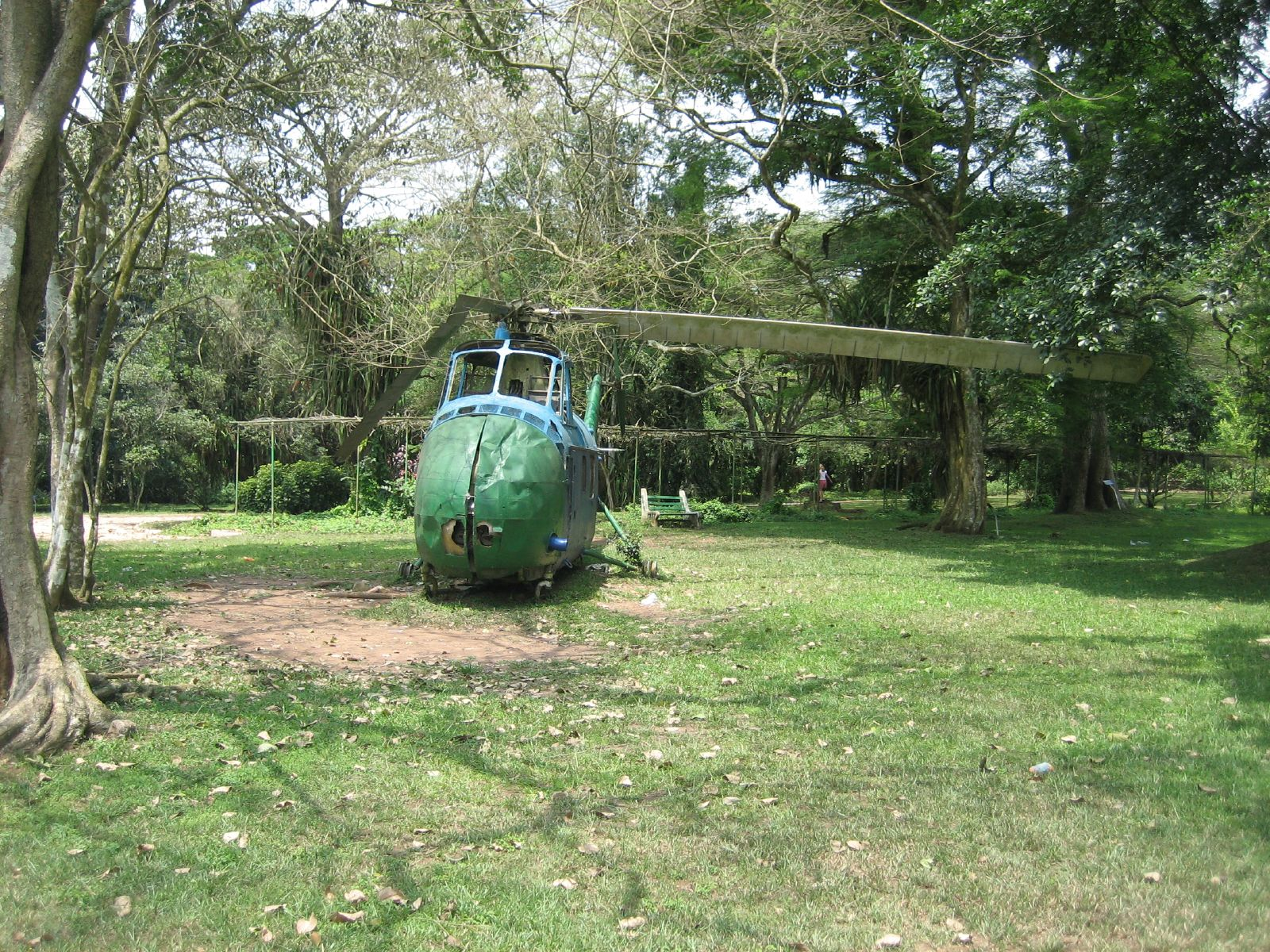
Остатки вертолёта — одна из достопримечательностей сада

## Описание
Размер ботанического сада Абури составляет 64,8 гектаров. На его территории произрастает множество растений Африки и других континентов (например, гевея бразильская), в том числе редкие растения, общей численностью около 640 видов. Самый старый представитель флоры сада — хлопковое дерево, возраст которого — около 150 лет (на 2011 год). Также в саду обитает большое количество местных птиц и бабочек.
Среди наиболее ценных представителей растительного мира сада можно выделить Bambusa nana, Brownea grandiceps, Calophyllum mophyllum, Delonix regia, Dillenia indica, Elaeocarpus searratus, Enterolobium cyclocarpum, Ficus leprieuri, Garcinia xanthochymus, Murraya exotica и Naulea latifolia.
На территории сада расположена гостиница и ресторан, несколько отелей находятся в близлежащем городке. Ежегодно парк посещает около 75000 человек.